# Patrice Désilets
Patrice Désilets (Saint-Jean-sur-Richelieu, Quebec, 9 de maig de 1974) és un dissenyador de videojocs quebequés, més conegut pels seus treballs a Ubisoft, com el Prince of Persia: The Sands of Time o la saga Assassin's Creed.

## Jocs
Patrice Désilets ha treballat en diversos projectes per Ubisoft:
- Hype: The Time Quest (1999)
- Donald Couac Attack ! (2000)
- Prince of Persia: The Sands of Time (2003)
- Tom Clancy's Rainbow Six 3: Raven Shield (2003)
- Assassin's Creed (2007) i Assassin's Creed (Director's Edition) (2008)
- Assassin's Creed II (2009)
- Assassin's Creed: Brotherhood (2010)